# Aburina exangulata
Aburina exangulata är en fjärilsart som beskrevs av M.Gaede 1940. Aburina exangulata ingår i släktet Aburina och familjen nattflyn. Inga underarter finns listade i Catalogue of Life.